# Carel Vosmaer
Carel Vosmaer, född 20 mars 1826 i Haag, död 12 juni 1888 i Montreux, var en nederländsk skriftställare och konsthistoriker.
Vosmaer var 1866–73 sekreterare ("substituut-griffier") vid Nederländernas högsta domstol, Hoge Raad der Nederlanden, i Haag, men ägnade sig därefter uteslutande åt vetenskap och konst. Han publicerade Studie over het schoone en de kunst (1856), Bijdrage tot de geschiedenis der midden-eeuwsche kunst (1857) samt i olika tidskrifter, från 1860 i den nyuppsatta "De Nederlandsche spectator", vars egentlige ledare han 1865 blev efter Reinier Cornelis Bakhuizen van den Brink, ett antal skisser, noveller och kåserier, vilka han senare jämte dikter i Heinrich Heines stil utgav under titeln Vogels van diverse pluimage (1872–75). År 1863 skrev han en studie över Rembrandt, i utvidgad form Rembrandt, sa vie et ses œuvres (1868; andra upplagan 1877), ett standardverk för sin tid, samt en annan över Frans Hals (1872), vilka verk banade väg för en ny epok i den nederländska konsthistorien. 
Ett besök i London för att studera Parthenon-kvarlevorna gav Vosmaer stoff till reseskildringen Londinias på grekisk hexameter (1873). Efter en resa till Italien 1878 skrev han konstromanen Amazone (1880; översatt till franska, engelska och tyska; åttonde upplagan 1910) samt efter en ny den ofullbordade och postumt utgivna Inwijding (1888; fjärde upplagan 1909), som vilar på grundliga studier av antiken och ge en trogen bild av Italiens konst, land och folk. Vosmaers metriska översättning av "Iliaden" vann anseende (1878–80; sjätte upplagan 1902); en översättning av "Odyssén" utkom efter hans död. Ett monument över Vosmaer är rest i De Scheveningsche boschjes vid Haag.